# Giorgio Berzero
Giorgio Berzero (Caresana, 5 maggio 1896 – febbraio 1987) è stato un politico italiano.

## Biografia
Nato a Caresana nel 1896, si iscrisse all'Università degli Studi di Torino al termine della prima guerra mondiale al corso di laurea in lettere riservato ai reduci, conseguendo il titolo nel dicembre 1919. Continuò il suo percorso di studi ottenendo anche la laurea in filosofia, conseguita regolarmente nel maggio 1923. Svolse la professione di docente nelle scuole superiori di Vercelli e fu preside del liceo classico Luigi Lagrangia dal 1945 al 1960.
Esponente della Democrazia Cristiana, fu a lungo consigliere comunale; dal 1952 al 1958 fu sindaco di Vercelli e poi di nuovo dal 1962 al 1963.
Fu anche autore di romanzi e di vari studi storici legati al territorio vercellese. Morì all'età di 90 anni nel febbraio 1986.